# Campionat del Món de motociclisme de 2008
La temporada de 2008 del Campionat del món de motociclisme fou la 60a edició d'aquest campionat, organitzat per la FIM. Aquell any, el calendari va incloure una nova ronda a Àsia, el Gran Premi de Qatar, que fou la primera de la temporada i alhora la primera cursa nocturna de la història del campionat del món. Després d'haver perdut el títol davant de Nicky Hayden el 2006 i Casey Stoner el 2007, Valentino Rossi va tornar a guanyar el campionat de MotoGP i va aconseguir així el seu sisè títol de la classe reina i vuitè en total.

## Resum de la temporada

### MotoGP
La cursa inaugural a Qatar la va guanyar Casey Stoner amb la Ducati per davant del mallorquí Jorge Lorenzo –que tot i debutar aquell any a la categoria reina va sortir des de la pole position– i Dani Pedrosa.

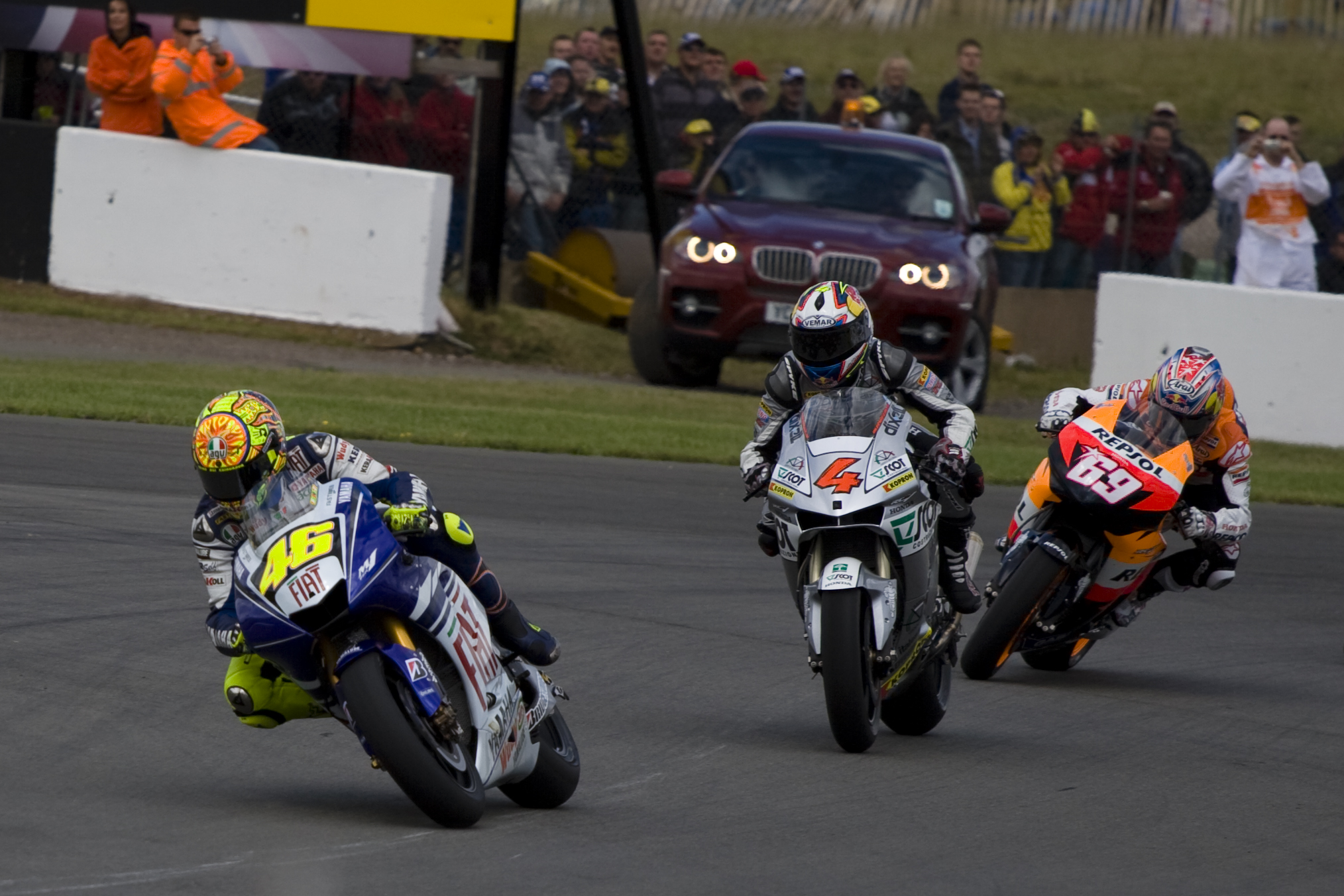
Valentino Rossi davant d'Andrea Dovizioso i Nicky Hayden a Donington Park

A Espanya, Pedrosa va guanyar la seva primera cursa de l'any per davant de Rossi i Lorenzo, mentre que Stoner va tenir problemes tècnics a la moto i va acabar onzè després de sortir de pista dues vegades. Al Gran Premi de Portugal, Lorenzo va començar des de la pole position i va guanyar la seva primera cursa de MotoGP, per davant de Pedrosa i Rossi.
A la Xina, Rossi va aconseguir la seva primera victòria de la temporada i la primera de tres consecutives després d'un cap de setmana dominat per la pluja i les fredes temperatures; després, Rossi va guanyar a França i davant del seu públic a Itàlia. Tot seguit, Stoner va guanyar tres curses consecutives a Gran Bretanya, els Països Baixos i Alemanya, aconseguint també la pole position i la volta ràpida en totes tres.
El Gran Premi dels Estats Units a Laguna Seca va ser el punt d'inflexió més important de la temporada. Abans de la cursa, Stoner només anava 20 punts per darrere de Rossi a la classificació provisional. L'australià va aconseguir la pole position i va començar la cursa en primera posició. Tanmateix, Rossi va avançar Stoner a meitat de la primera volta i Stoner mai no va poder fer-li un avançament decisiu i es va quedar enrere fins a la volta 24, on va caure a l'últim revolt. Va tornar a la pista però va acabar segon mentre que Rossi va aconseguir la primera de cinc victòries més consecutives. A les dues curses següents, República Txeca i San Marino, Stoner va caure mentre encapçalava la cursa davant de Rossi, que va guanyar totes dues curses.
El Gran Premi d'Indianapolis va ser particularment difícil a causa de les condicions de la pista: l'arribada de l'huracà Ike sobre Indiana va portar temperatures fredes, forts vents i pluja durant tota la cursa. La cursa en sí va ser un duel entre Rossi i Nicky Hayden, que finalment va aconseguir el seu primer podi de la temporada. Quan Rossi va començar a guanyar posicions, van començar a bufar forts vents i la cursa es va aturar abans d'hora mentre Rossi l'encapçalava.
Dues setmanes més tard, al Japó, Rossi va aconseguir el seu sisè títol de MotoGP a tres rondes del final de temporada, guanyant la cursa per davant de Stoner. L'australià va guanyar les curses de Phillip Island i Xest, mentre que Rossi va guanyar a Malàisia.
La temporada del 2008 va ser l'última que Michelin proporcionava pneumàtics a MotoGP; des del 2009 fins al 2015, Bridgestone va assumir el paper de proveïdor únic de pneumàtics per a aquesta categoria.

### 250cc
Les primeres quatre curses de la temporada van demostrar la bona forma inicial de KTM i Mika Kallio, amb dues victòries i dos tercers llocs. També hi hagué bones actuacions de Marco Simoncelli, Álvaro Bautista i Mattia Pasini (aquest darrer va guanyar la primera cursa de la temporada a Qatar, la seva primera cursa a la categoria). Després dels problemes inicials, però, Simoncelli va tenir una ratxa de set podis consecutius, des de la Xina fins a la República Txeca. Va començar la temporada amb una Aprilia LE semi-oficial (Gilera és una filial d'Aprilia, de manera que les Gilera de competició eren simplement motos Aprilia reetiquetades amb marca Gilera), però les seves bones actuacions van fer que Aprilia li cedís una Aprilia RSA oficial i el convertís en un pilot de fàbrica de facto.

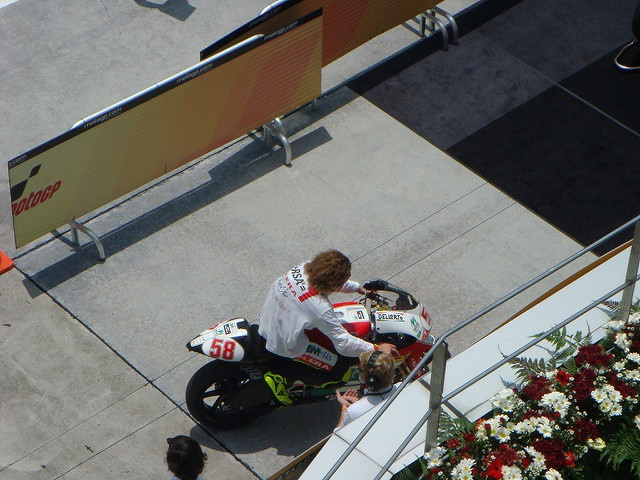
Marco Simoncelli amb la Gilera als boxes de Sepang, Malàisia

Després del seu fort inici, Kallio no va poder mantenir el ritme de Simoncelli, ja que la seva KTM no va poder vèncer les Aprilia, més potents, a la majoria de circuits. Bautista no va trobar la millor forma fins ben entrada la temporada, després d'una sèrie de males curses i retirades a causa de problemes amb la moto i errors propis. Després d'això, però, va començar també una ratxa de podis que va durar des de Catalunya fins a Malàisia, però Simoncelli anava massa per davant d'ell a la classificació provisional i va guanyar el seu primer Campionat del Món a una cursa del final de la temporada.

### 125cc
El vigent campió Gábor Talmácsi es va mantenir a la categoria, a diferència d'altres noms importants de l'any passat que van passar a la de 250cc. Entre els favorits de pretemporada hi havia també Bradley Smith, Simone Corsi i Mike di Meglio. Talmácsi va tenir un començament de temporada fluix, amb problemes de fiabilitat a la seva nova moto. Corsi va guanyar tres de les sis primeres curses i, malgrat alguns mals resultats, es va posicionar bé al campionat. Tanmateix, Mike di Meglio també va guanyar múltiples curses i després d'haver-se distanciat en la classificació provisional fins a Misano va acumular un fort avantatge. Di Meglio es va proclamar campió dues curses abans del final de la temporada. Corsi va quedar subcampió per davant de Talmácsi i Stefan Bradl, que no van aconseguir acabar l'última cursa.
Durant la temporada, vuit pilots diferents van guanyar curses: Talmácsi, Corsi, Di Meglio, Sergio Gadea i quatre guanyadors per primer cop: Andrea Iannone, Stefan Bradl, Nico Terol i Scott Redding, que va esdevenir el guanyador més jove de la categoria. La temporada va estar completament dominada per les motos Piaggio (Aprilia, Derbi i Gilera), ja l'únic altre pilot que va aconseguir un resultat de podi sense una d'aquestes motos va ser el català Marc Márquez, amb un tercer lloc a Donington Park a bord de la seva KTM. Márquez va debutar aquell any al mundial, a 15 anys, i va acabar-hi en tretzena posició final com a debutant de l'any de 125cc.

## Campions del món
Pilots
| 125cc          | 250cc            | MotoGP          |
| -------------- | ---------------- | --------------- |
| Mike di Meglio | Marco Simoncelli | Valentino Rossi |

Constructors
| 125cc   | 250cc   | MotoGP |
| ------- | ------- | ------ |
| Aprilia | Aprilia | Yamaha |

Equips
| MotoGP           |
| ---------------- |
| Fiat Yamaha Team |

## Grans Premis

### Sistema de puntuació
Barem de puntuació de 1993 ençà:
| Posició | 1  | 2  | 3  | 4  | 5  | 6  | 7 | 8 | 9 | 10 | 11 | 12 | 13 | 14 | 15 |
| Punts   | 25 | 20 | 16 | 13 | 11 | 10 | 9 | 8 | 7 | 6  | 5  | 4  | 3  | 2  | 1  |

### Calendari
| Cursa | Data           | Gran Premi                            | Circuit        |
| ----- | -------------- | ------------------------------------- | -------------- |
| 1     | 9 de març ‡    | Gran Premi de Qatar                   | Losail         |
| 2     | 30 de març     | Gran Premi d'Espanya                  | Jerez          |
| 3     | 13 d'abril     | Gran Premi de Portugal                | Estoril        |
| 4     | 4 de maig      | Gran Premi de la Xina                 | Shanghai       |
| 5     | 18 de maig     | Gran Premi de França                  | Le Mans        |
| 6     | 1 de juny      | Gran Premi d'Itàlia                   | Mugello        |
| 7     | 8 de juny      | Gran Premi de Catalunya               | Catalunya      |
| 8     | 22 de juny     | Gran Premi de Gran Bretanya           | Donington Park |
| 9     | 28 de juny ††  | Dutch TT                              | Assen          |
| 10    | 13 de juliol   | Gran Premi d'Alemanya                 | Sachsenring    |
| 11    | 20 de juliol † | Gran Premi dels Estats Units          | Laguna Seca    |
| 12    | 17 d'agost     | Gran Premi de la República Txeca      | Brno           |
| 13    | 31 d'agost     | Gran Premi de San Marino              | Misano         |
| 14    | 14 de setembre | Gran Premi d'Indianapolis             | Indianapolis   |
| 15    | 28 de setembre | Gran Premi del Japó                   | Motegi         |
| 16    | 5 d'octubre    | Gran Premi d'Austràlia                | Phillip Island |
| 17    | 19 d'octubre   | Gran Premi de Malàisia                | Sepang         |
| 18    | 26 d'octubre   | Gran Premi de la Comunitat Valenciana | València       |

‡ = Cursa nocturna
†† = Cursa en dissabte
† = Només cursa de MotoGP

### Guanyadors
| Cursa | Gran Premi                            | 125cc          | 250cc             | MotoGP          | Resultats |
| ----- | ------------------------------------- | -------------- | ----------------- | --------------- | --------- |
| 1     | Gran Premi de Qatar                   | Sergio Gadea   | Mattia Pasini     | Casey Stoner    | Resultat  |
| 2     | Gran Premi d'Espanya                  | Simone Corsi   | Mika Kallio       | Dani Pedrosa    | Resultat  |
| 3     | Gran Premi de Portugal                | Simone Corsi   | Álvaro Bautista   | Jorge Lorenzo   | Resultat  |
| 4     | Gran Premi de la Xina                 | Andrea Iannone | Mika Kallio       | Valentino Rossi | Resultat  |
| 5     | Gran Premi de França                  | Mike Di Meglio | Álex Debón        | Valentino Rossi | Resultat  |
| 6     | Gran Premi d'Itàlia                   | Simone Corsi   | Marco Simoncelli  | Valentino Rossi | Resultat  |
| 7     | Gran Premi de Catalunya               | Mike Di Meglio | Marco Simoncelli  | Dani Pedrosa    | Resultat  |
| 8     | Gran Premi de Gran Bretanya           | Scott Redding  | Mika Kallio       | Casey Stoner    | Resultat  |
| 9     | Dutch TT                              | Gábor Talmácsi | Álvaro Bautista   | Casey Stoner    | Resultat  |
| 10    | Gran Premi d'Alemanya                 | Mike Di Meglio | Marco Simoncelli  | Casey Stoner    | Resultat  |
| 11    | Gran Premi dels Estats Units          | -              | -                 | Valentino Rossi | Resultat  |
| 12    | Gran Premi de la República Txeca      | Stefan Bradl   | Álex Debón        | Valentino Rossi | Resultat  |
| 13    | Gran Premi de San Marino              | Gábor Talmácsi | Álvaro Bautista   | Valentino Rossi | Resultat  |
| 14    | Gran Premi d'Indianapolis             | Nicolás Terol  | Cursa cancel·lada | Valentino Rossi | Resultat  |
| 15    | Gran Premi del Japó                   | Stefan Bradl   | Marco Simoncelli  | Valentino Rossi | Resultat  |
| 16    | Gran Premi d'Austràlia                | Stefan Bradl   | Marco Simoncelli  | Casey Stoner    | Resultat  |
| 17    | Gran Premi de Malàisia                | Gábor Talmácsi | Álvaro Bautista   | Valentino Rossi | Resultat  |
| 18    | Gran Premi de la Comunitat Valenciana | Simone Corsi   | Marco Simoncelli  | Casey Stoner    | Resultat  |

## Galeria

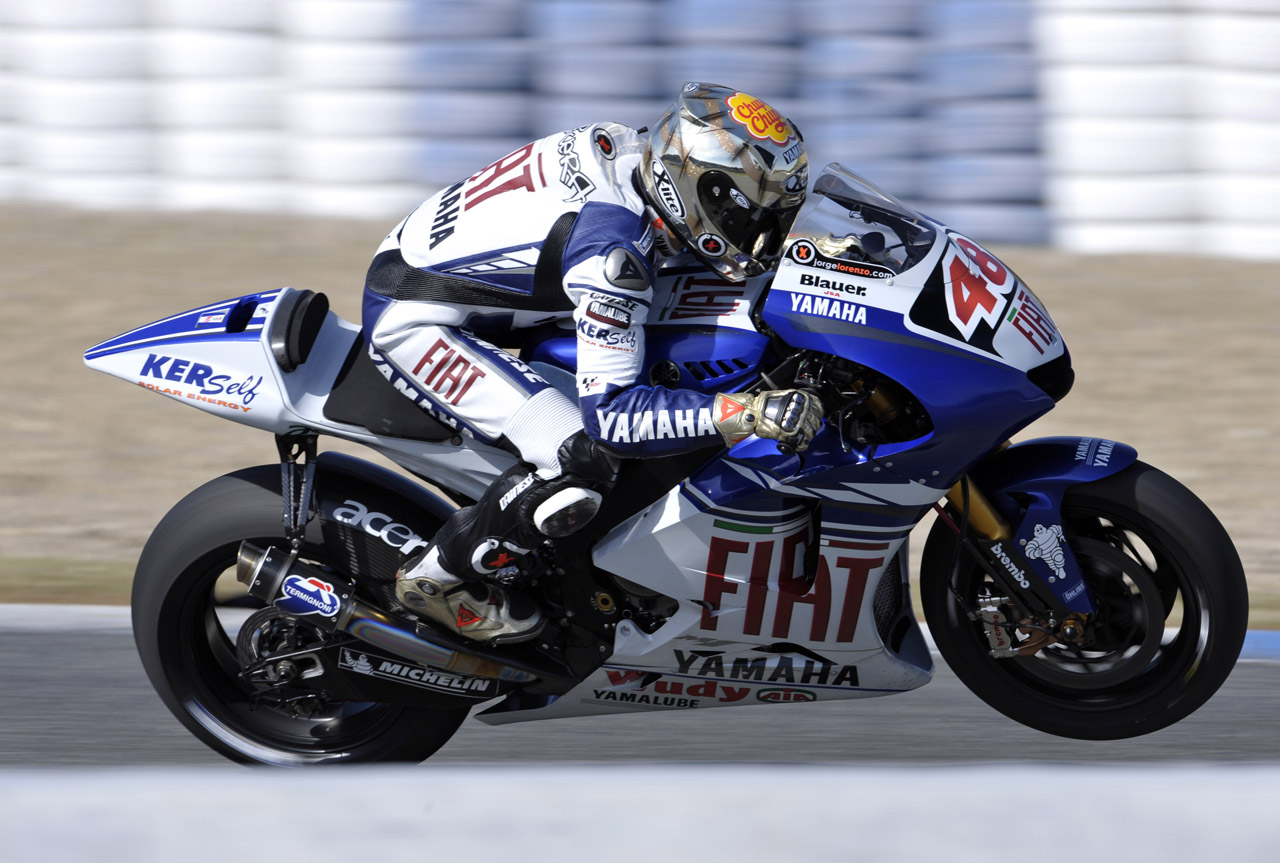
Jorge Lorenzo, quart a MotoGP
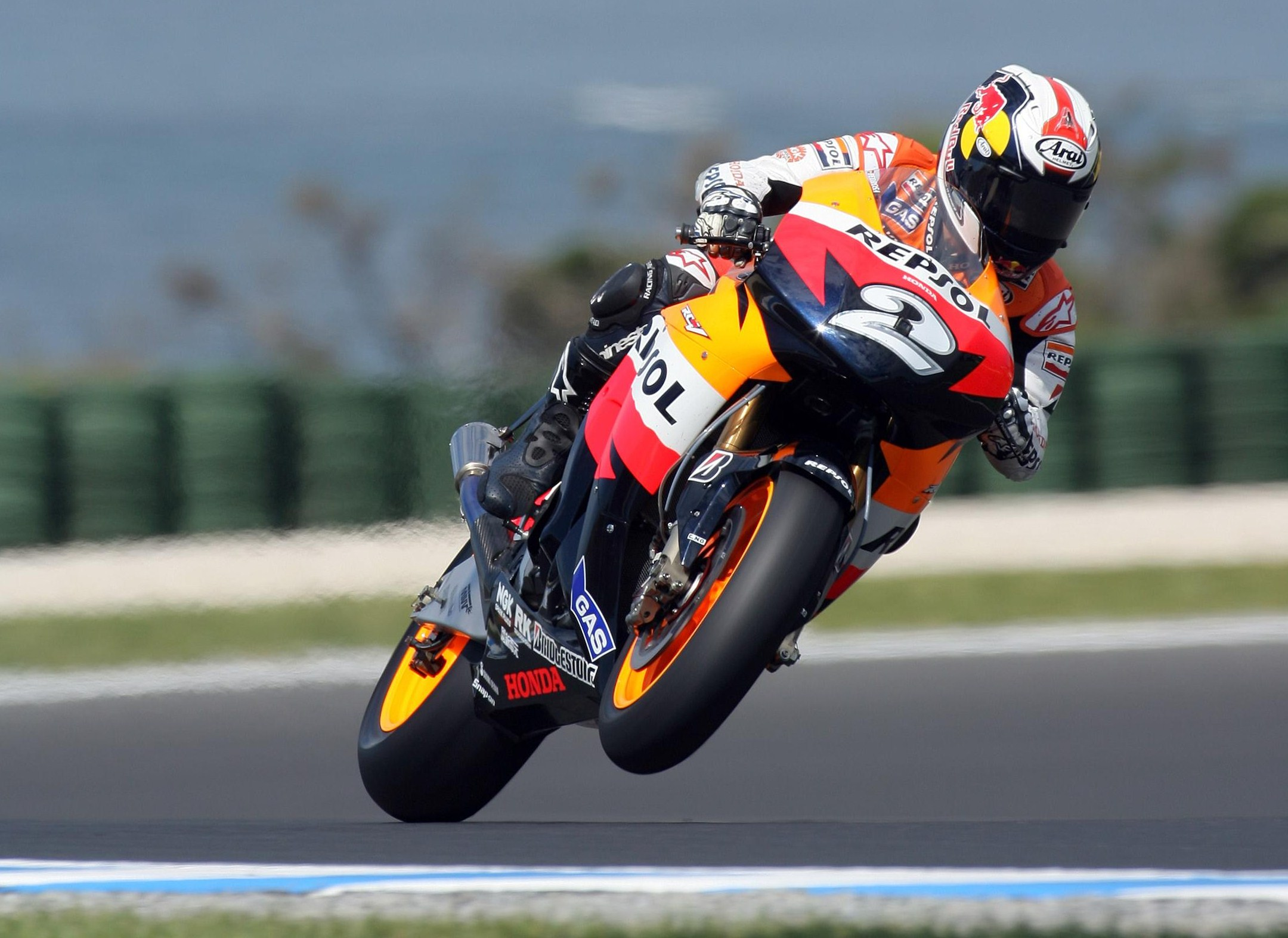
Dani Pedrosa, tercer a MotoGP
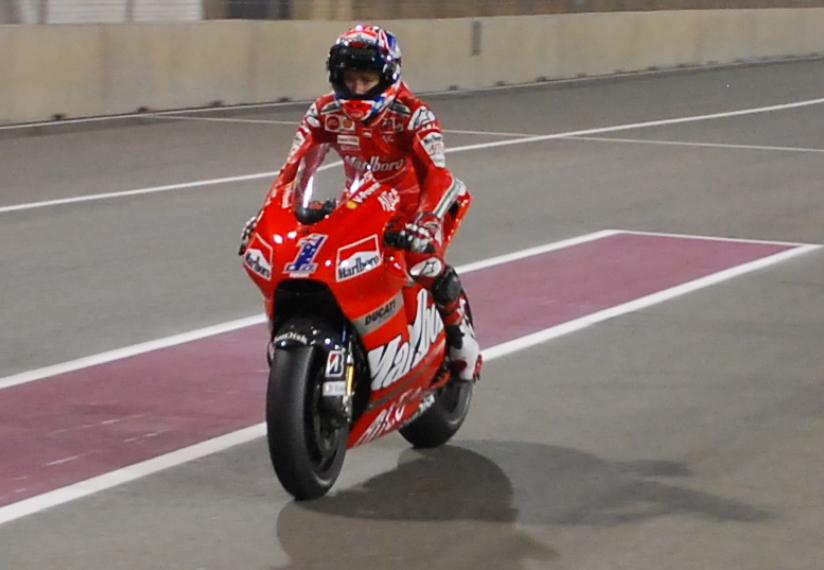
Casey Stoner, subcampió de MotoGP
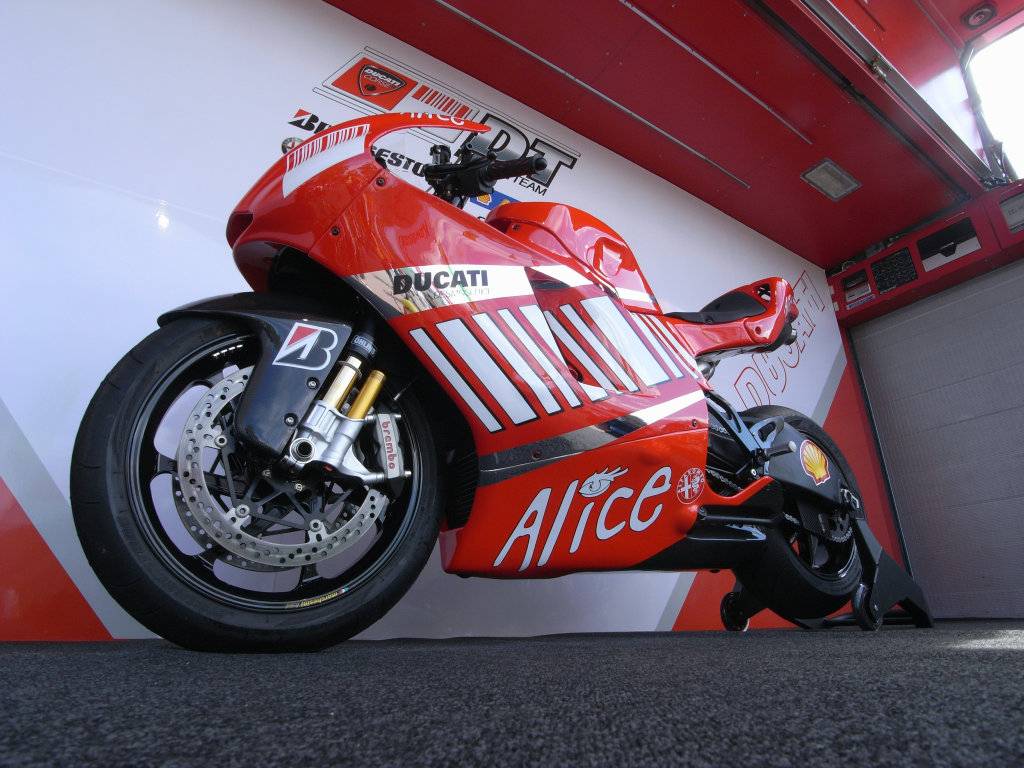
La Ducati Desmosedici GP8 de Casey Stoner
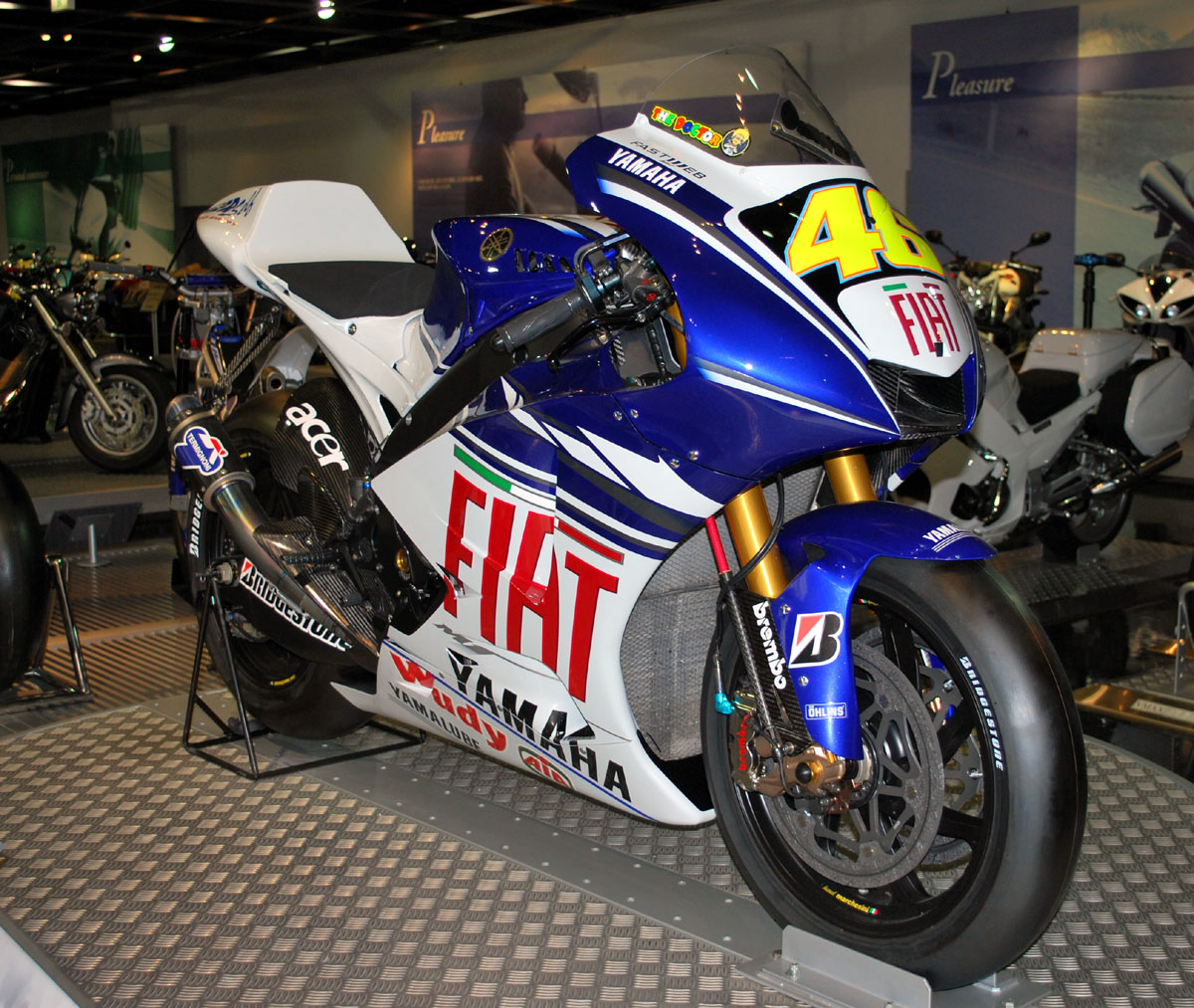
La Yamaha YZR-M1 de Valentino Rossi

## Debutant de l'any
El Debutant de l'Any de MotoGP del 2008 fou el mallorquí Jorge Lorenzo.

## Classificació dels pilots

### MotoGP
(Llegenda) (En negreta - Pole; En cursiva - Volta ràpida)
- Les rondes marcades en blau es van córrer sobre pista mullada o van ser aturades per la pluja.
- Els pilots marcats en blau optaven al premi Debutant de l'any.